# Colorado Kraken 2022
Questa voce raccoglie le informazioni riguardanti i Colorado Kraken nelle competizioni ufficiali della stagione 2022.

## Stagione
I Colorado Kraken partecipano al loro primo campionato NVA. Nel corso della stagione regolare collezionano 2 vittorie e 8 sconfitte, restando fuori dai play-off scudetto.

## Organigramma societario
Area direttiva
- Presidente: Nesa Lemalu

Area tecnica
- Allenatore: Jonathan Daclison

## Rosa
| N° | Nome                    | Ruolo | Data di nascita   | Nazionalità sportiva |
| -- | ----------------------- | ----- | ----------------- | -------------------- |
| 1  | Colin McAtee            | S     | -                 | Stati Uniti          |
| 2  | Rowdy Martin            | P     | -                 | Stati Uniti          |
| 3  | Rahul Patel             | O     | -                 | Stati Uniti          |
| 5  | Liam Jenkinson          | O     | 8 ottobre 1992    | Inghilterra          |
| 7  | Trenton Lance           | S     | 20 agosto 2002    | Stati Uniti          |
| 8  | Julián López            | S     | -                 | Porto Rico           |
| 9  | Amaury Miranda          | P     | 19 giugno 1996    | Porto Rico           |
| 10 | Josh Slone              | P     | -                 | Stati Uniti          |
| 11 | Dylan Haskell           | C     | 23 dicembre 1997  | Stati Uniti          |
| 13 | Dynamite-Jones Fa'agata | O     | -                 | Stati Uniti          |
| 15 | Justin Hertlein         | O     | -                 | Stati Uniti          |
| 17 | Cristian Encarnación    | S     | 3 settembre 1993  | Porto Rico           |
| 18 | Michael Harris          | P     | 23 settembre 1996 | Stati Uniti          |
| 19 | Álvaro Hidalgo          | S     | 23 marzo 1994     | Perù                 |
| 20 | Matthew Gagner          | C     | -                 | Stati Uniti          |
| 21 | Zachary Haube           | C     | 23 marzo 1994     | Stati Uniti          |
| 22 | Ricardo Sanchez         | L     | -                 | Stati Uniti          |
| 23 | Juan Rosa               | L     | 11 agosto 1993    | Porto Rico           |
| 24 | Kyle Schwetz            | C     | 28 luglio 1990    | Stati Uniti          |
| 68 | Ignacio Salamone        | O     | -                 | Argentina            |

## Statistiche

### Statistiche di squadra
| Competizione | Punti | In casa | In casa | In casa | In trasferta | In trasferta | In trasferta | Totale | Totale | Totale |
| Competizione | Punti | G       | V       | P       | G            | V            | P            | G      | V      | P      |
| ------------ | ----- | ------- | ------- | ------- | ------------ | ------------ | ------------ | ------ | ------ | ------ |
| NVA          | 10    | 0       | 0       | 0       | 0            | 0            | 0            | 10     | 2      | 8      |
| Totale       | -     | 0       | 0       | 0       | 0            | 0            | 0            | 10     | 2      | 8      |

G = partite giocate; V = partite vinte; P = partite perse

### Statistiche dei giocatori
| Giocatore      | NVA | NVA | NVA | NVA | NVA | Totale | Totale | Totale | Totale | Totale |
| Giocatore      | P   | PT  | AV  | MV  | BV  | P      | PT     | AV     | MV     | BV     |
| -------------- | --- | --- | --- | --- | --- | ------ | ------ | ------ | ------ | ------ |
| C. Encarnación | ?   | 17  | 14  | 3   | 0   | ?      | 17     | 14     | 3      | 0      |
| D.J. Fa'agata  | ?   | 2   | 2   | 0   | 0   | ?      | 2      | 2      | 0      | 0      |
| M. Gagner      | ?   | 53  | 40  | 9   | 4   | ?      | 53     | 40     | 9      | 4      |
| M. Harris      | ?   | 1   | 0   | 1   | 0   | ?      | 1      | 0      | 1      | 0      |
| D. Haskell     | ?   | 53  | 33  | 16  | 4   | ?      | 53     | 33     | 16     | 4      |
| Z. Haube       | ?   | 4   | 3   | 1   | 0   | ?      | 4      | 3      | 1      | 0      |
| J. Hertlein    | ?   | 6   | 6   | 0   | 0   | ?      | 6      | 6      | 0      | 0      |
| Á. Hidalgo     | ?   | 89  | 79  | 3   | 7   | ?      | 89     | 79     | 3      | 7      |
| L. Jenkinson   | ?   | 94  | 80  | 11  | 3   | ?      | 94     | 80     | 11     | 3      |
| T. Lance       | ?   | 35  | 29  | 2   | 4   | ?      | 35     | 29     | 2      | 4      |
| J. López       | ?   | 3   | 2   | 0   | 1   | ?      | 3      | 2      | 0      | 1      |
| R. Martin      | ?   | 46  | 23  | 18  | 5   | ?      | 46     | 23     | 18     | 5      |
| C McAtee       | ?   | 6   | 6   | 0   | 0   | ?      | 6      | 6      | 0      | 0      |
| A. Miranda     | ?   | 11  | 5   | 2   | 4   | ?      | 11     | 5      | 2      | 4      |
| R. Patel       | ?   | 56  | 46  | 6   | 4   | ?      | 56     | 46     | 6      | 4      |
| J. Rosa        | ?   | 0   | 0   | 0   | 0   | ?      | 0      | 0      | 0      | 0      |
| I. Salamone    | ?   | 26  | 24  | 1   | 1   | ?      | 26     | 24     | 1      | 1      |
| R. Sanchez     | ?   | 0   | 0   | 0   | 0   | ?      | 0      | 0      | 0      | 0      |
| J. Slone       | ?   | 0   | 0   | 0   | 0   | ?      | 0      | 0      | 0      | 0      |
| K. Schwetz     | ?   | 13  | 8   | 5   | 0   | ?      | 13     | 8      | 5      | 0      |

P = presenze; PT = punti totali; AV = attacchi vincenti; MV = muri vincenti; BV = battute vincenti